# Donkey Kong Land 2
Donkey Kong Land 2 (スーパードンキーコング2?, Sūpā Donkī Kongu 2) è un videogioco a piattaforme del 1996, seguito di Donkey Kong Land. Il gioco è poi seguito da Donkey Kong Land III. Prodotto da Rareware e pubblicato da Nintendo, è uscito per il Super Game Boy, con diverse sfumature di colore e con delle banane a 16 bit lungo tutto il bordo dello schermo. Come l'episodio precedente, anche questo gioco è stato pubblicato con una cartuccia di colore giallo banana. Donkey Kong Land 2 ha ricevuto un punteggio del 79% da GameRankings.

## Trama
Donkey Kong Land 2 ha la stessa storia di Donkey Kong Country 2. Il libretto di istruzioni contiene una versione semplificata della storia della controparte per SNES - K. Rool ha rapito Donkey Kong e si rifugia nella sua Crocodile Isle, e tocca a Diddy e Dixie salvarlo.